# Наталій (антипапа)
Наталій (лат. Natalis, Natalius) — перший антиєпископ Риму (антипапа) (бл. 199 ?). Претендент на посаду при єпископі (папі) Зефирині. Відомості про нього містяться у «Церковної історії» Євсевія Кесарійського з посиланням на книгу проти єресі Артемона, автором якої можливо є Гай Римський.
Наприкінці II століття в християнській церкві виникло єретична течія — монархіанство. Його прихильники заперечували догмат Трійці, вважаючи Бога однією персоною, яка одягає на себе ту чи іншу «маску». Близько 199 року монархіани обрали своїм єпископом Наталія — першого в історії антипапу. Але через деякий час Наталій був вимушений покаятися, піддатися бичуванню, одягнутися в лахміття і посипаючи голову попелом, вимолювати прощення у папи Зефирина.